# Playa La Carolina (Águilas)
La playa de la Carolina es la más pequeña de las Cuatro Calas, en el término municipal de Águilas (Región de Murcia, España) 

## Descripción
Es una playa semiurbana, orientada a Levante, dispone de una inmejorable vista de Águilas y el promontorio del Castillo. Su arena es muy fina y abundante, su entrada al mar es suave, progresiva.
Forma parte del paraje las Cuatro Calas, reconocida como Paisaje Natural Protegido. 

## Localización y acceso
Carretera de Vera, km 5,5. Se accede a la costa a través un camino que conecta directamente con la vía principal.
- Datos: Q56377537